# オシリスの天秤
『オシリスの天秤』（オシリスのてんびん）は、フジテレビ製作のアニメ。2015年8月よりフジテレビオンデマンドにて配信されており、フジテレビ（関東地上波）においても2015年9月23日未明（22日深夜）に放送された。続いてseason2（テロップ上では『オシリスの天秤2』）が2016年4月より配信され、これも後にフジテレビにおいて放送された。

## 概要
1話5分・1話完結の短編アニメ。暗殺者である主人公の青年の謎に包まれた生き様とその秘密に迫る。監督は『信長協奏曲』の冨士川祐輔。

## キャラクター
暗殺者
声 - 梶裕貴
本作の主人公で、名前は特に決まっていない。一見はひ弱そうな体格で、とある事情で身体の左半身の内臓を失っている。しかし微量ながらわずかに持ち合わせているサイコキネシスを駆使しターゲットの脳を破壊することで脳死状態にし、さらにターゲットの臓器を他者への移植用に使うように仕向けている。この様な暗殺方法のため、ターゲットに対しては必ず直接会って話をする機会を設けるようにしている。
その他の声の出演
細谷佳正、宮野真守、沢城みゆき、浪川大輔、福山潤、小松由佳、鈴村健一、石塚運昇ほか。

## スタッフ
- 監督・絵コンテ・プロデュース - 冨士川祐輔
- 脚本 - 笠井健夫
- キャラクターデザイン・美術 - 熊本彩加
- CGプロデューサー・ディレクター - ノブタコウイチ
- CGスーパーバイザー - 細山伸雄
- 音楽 - 末廣健一郎
- サウンドデザイン - 近藤隆史
- アニメーション制作 - Team Creative Geek
- 製作著作 - フジテレビ

## 各話リスト
各タイトルの後半部分はseason1、season2で対称になっている。
| 話数      | サブタイトル | 配信日         |
| season1   | season1      | season1        |
| --------- | ------------ | -------------- |
| Target 01 | 死神の流儀   | 2015年 8月1日  |
| Target 02 | 喪失の記憶   | 8月8日         |
| Target 03 | 依頼の理由   | 8月15日        |
| Target 04 | 犯罪の告白   | 8月22日        |
| Target 05 | 不治の負担   | 8月29日        |
| Target 06 | 執行の基準   | 9月5日         |
| Target 07 | 聖者の仕事   | 9月12日        |
| Target 08 | 恐怖の支配   | 9月19日        |
| Target 09 | 正義の味方   | 9月23日        |
| Target 10 | 絶望の世界   | 9月23日        |
| season2   |              |                |
| Target 11 | 慈愛の世界   | 2016年 4月22日 |
| Target 12 | 不帰の味方   | 4月29日        |
| Target 13 | 利己の支配   | 5月6日         |
| Target 14 | 最初の仕事   | 5月13日        |
| Target 15 | 選定の基準   | 5月20日        |
| Target 16 | 慮外の負担   | 5月27日        |
| Target 17 | 亡者の告白   | 6月3日         |
| Target 18 | 紅涙の理由   | 6月10日        |
| Target 19 | 不審の記憶   | 6月17日        |
| Target 20 | 往者の流儀   | 6月24日        |

## 配信サイト
| 配信期間                | 配信時間                                               | 配信サイト             | 備考                                                                                         |
| ----------------------- | ------------------------------------------------------ | ---------------------- | -------------------------------------------------------------------------------------------- |
| 2015年8月1日 - 9月23日  | 第8話までは土曜 0:00 更新 第9話・最終話は水曜 3:25更新 | フジテレビオンデマンド | 第1期 第1話は無料 第2話以降は月額会員は無料 第9話・最終話は地上波放送終了直後に2話分同時更新 |
| 2016年4月22日 - 6月24日 | 金曜 18:00 更新                                        | フジテレビオンデマンド | 第2期                                                                                        |

## 放送局
- season1:フジテレビ（関東広域圏）- 2015年9月23日（水・祝）2:25 - 3:25（22日深夜、『Tナイト』枠内で放送）
- season2:フジテレビ（関東広域圏）- 2016年6月25日（土）2:25 - 3:25（24日深夜、『フジバラナイト FRI』枠内で放送）

## コミカライズ
扶桑社より2016年7月に発売予定（上下巻）。原作は脚本担当の笠井健夫が、作画は山本晃司が担当する。